# Tetsuhiro Kina
Tetsuhiro Kina (喜名 哲裕, Kina Tetsuhiro) est un footballeur japonais né le 10 décembre 1976 à Naha.